# Tmesisternus pseudosuperans
Tmesisternus pseudosuperans là một loài bọ cánh cứng trong họ Cerambycidae.